# Sender Brotjacklriegel
Der Sender Brotjacklriegel befindet sich seit 1951 auf dem Brotjacklriegel. Es ist eine Sendeanlage für Hörfunk, die wenig später auch für die Verbreitung von TV-Programmen verwendet wurde. Bis 1960 diente hierfür ein freistehender Stahlfachwerkturm von 48 Metern Höhe. In den Jahren 1959 bis 1960 wurde der heutige 100 Meter hohe Stahlbetonturm erbaut. Seit Oktober 2006 trägt dieser einen 23 m hohen Zylinder aus glasfaserverstärktem Kunststoff (GFK-Zylinder), in denen die Antennen für das DVB-T vorhanden sind. Zwischen Betonturm und Zylinder besteht ein Adapterstück von 2 Metern. Es existiert auch ein Feratel (Wetterpanorama-Richtfunkstrecken) Webcamservice.
Der Sender hat eine sehr große Reichweite: vom Oberpfälzer Jura über den kompletten Bayerischen Wald, dem kompletten Donautal bis Linz. Der südlichste Teil des Sendegebiets ist der Nordstau der Alpen. Dort ist der Sender Brotjacklriegel in einigen Gegenden der Hauptgrundnetzsender, da deutlich näher liegende Standorte wie Wendelstein oder Hochberg durch nahe Gebirgszüge abgeschattet werden. Auch in Teilen der Tschechischen Republik ist der Sender gut zu empfangen.
Seit 12. September 2001 wird vom Brotjacklriegel das bayerische Digitalradio-Bouquet im DAB-Standard ausgestrahlt, ursprünglich mit einer Leistung von 1 kW. Am 10. November 2009 wurde die Sendeleistung auf 3 kW erhöht. Seit 9. Dezember 2011 ist ein zweiter DAB-Sender in Betrieb, über den der Bayerische Rundfunk sein landesweites Digitalradio-Bouquet BR Bayern mit 4 kW Sendeleistung im Kanal 11D ausstrahlt. Am 1. Juli 2016 ging ein dritter DAB-Sender in Betrieb, der auf dem Kanal 5C den deutschlandweiten Multiplex DR Deutschland mit 4 kW Sendeleistung ausstrahlt.
Im digitalen Antennenfernsehen werden alle drei Bouquets der öffentlich-rechtlichen Sender übertragen. Am 11. Oktober 2011 wurde der VHF-Kanal 7 abgeschaltet. Die Programme „Das Erste“, „ARTE“, „Phoenix“ und „One“ wurden bis dato auf dem UHF-Kanal 40 per DVB-T ausgestrahlt. Seit 13. März 2019 wird im neuen Standard DVB-T2 HD  HEVC (H.265) gesendet.

## Frequenzen und Programme

### Analoges Radio (UKW)
Analoger UKW-Rundfunk wird auf folgenden Frequenzen ausgestrahlt: Die Frequenz von Unser Radio Deggendorf wird gerichtet in Himmelsrichtung Nordwest gesendet.
| Frequenz (in MHz) | Programm               | Senderlogo | RDS PS             | Regionalisierung                      | ERP (in kW) | Antennendiagramm rund (ND), gerichtet (D) | Polarisation horizontal (H), vertikal (V) |
| ----------------- | ---------------------- | ---------- | ------------------ | ------------------------------------- | ----------- | ----------------------------------------- | ----------------------------------------- |
| 92,1              | Bayern 1               |            | BAYERN_1, B1_NbOpf | Niederbayern/Oberpfalz bzw. Südbayern | 100         | D                                         | H                                         |
| 94,4              | Bayern 3               |            | BAYERN_3           | –                                     | 100         | D                                         | H                                         |
| 96,5              | Bayern 2               |            | Bayern_2           | -                                     | 100         | ND                                        | H                                         |
| 100,1             | Deutschlandfunk        |            | __Dlf___           | –                                     | 100         | ND                                        | H                                         |
| 100,9             | BR-Klassik             |            | BR-KLASS           | –                                     | 100         | D                                         | H                                         |
| 103,5             | Antenne Bayern         |            | ANTENNE_           | –                                     | 100         | ND                                        | H                                         |
| 106,9             | BR24                   |            | BR24____           | –                                     | 100         | D                                         | H                                         |
| 107,9             | Unser Radio Deggendorf |            | UNSRADIO           | Gäuboden                              | 0,21        | D                                         | H                                         |

### Digitales Radio (DAB+)
DAB wird in vertikaler Polarisation und im Gleichwellenbetrieb mit anderen Sendern ausgestrahlt. Die ebenfalls für den Standort Brotjacklriegel koordinierte Kanäle sind 10D und 12D Antenne Deutschland mit 4 kW.
| Block (Kanal)               | Programme | ERP (in kW) | Antennendiagramm rund (ND), gerichtet (D) | Polarisation horizontal (H)/ vertikal (V) | Gleichwellennetz (SFN) |
| --------------------------- | --- | ----------- | ----------------------------------------- | ----------------------------------------- | --- |
| 5C DRDeutschland (D__00188) | DAB+ Block der Media Broadcast: - Absolut relax (72 kbps) - Dlf (104 kbps) - Dlf Kultur (112 kbps) - Dlf Nova (104 kbps) - DRadio DokDeb (48 kbps) - Energy Digital (72 kbps) - ERF Plus (64 kbps) - Klassik Radio (72 kbps) - Radio Bob (72 kbps) - Radio Horeb (48 kbps) - Radio Schlagerparadies (64 kbps) - Schwarzwaldradio (64 kbps) - sunshine live (72 kbps) - DRadio Daten (32 kbps Daten) - EPG Deutschland (16 kbps Daten) - TPEG (16 kbps Daten) - TPEG_MM (16 kbps Daten) | 4           | D                                         | V                                         | - Baden-Württemberg: Aalen, Baden-Baden (Fremersberg), Bad Mergentheim, Blauen, Brandenkopf, Donaueschingen, Feldberg im Schwarzwald, Freiburg (Vogtsburg-Totenkopf), Geislingen (Oberböhringen), Großerlach (Hohe Brach), Heidelberg (Königstuhl), Heilbronn (Schweinsberg), Hochrhein (Rickenbach), Hornisgrinde, Pforzheim (Schömberg-Langenbrand), Raichberg, Ravensburg (Höchsten), Reutlingen, Stuttgart (Frauenkopf), Ulm (Kuhberg) - Bayern: Amberg (Hirschau), Aschaffenburg (Pfaffenberg), Augsburg (Hotelturm), Bad Tölz (Gaißach), Balderschwang, Bamberg (Geisberg), Büttelberg, Brotjacklriegel, Dillberg, Grünten, Herzogstand, Hochberg (Traunstein), Hoher Bogen, Inntal (Ebbs), Ingolstadt (Gelbelsee), Kreuzberg/Rhön, Landshut (Altdorf), München (Olympiaturm), Nennslingen (Büchelberg), Nürnberg, Oberammergau, Ochsenkopf, Passau, Pfänder, Pfaffenhofen, Pfarrkirchen, Pfronten, Regensburg (Hohe Linie), Unterringingen, Untersberg, Wendelstein (Bayrischzell), Würzburg (Frankenwarte) - Berlin: Berlin (Alexanderplatz), Berlin (Scholzplatz) - Brandenburg: Bad Belzig, Booßen, Brandenburg/Havel, Calau, Casekow, Cottbus, Eberswalde (geplant), Eisenhüttenstadt, Neuruppin (geplant), Petkus, Pritzwalk, Templin - Bremen: Bremen (Walle), Bremerhaven-Schiffdorf - Hamburg: Hamburg (Moorfleet), Hamburg (Heinrich-Hertz-Turm) - Hessen: Bad Hersfeld (Rimberg), Biedenkopf (Sackpfeife), Fulda (Hummelskopf), Frankfurt (Europaturm), Gelnhausen (Schnepfenkopf), Gießen (Dünsberg), Großer Feldberg, Hardberg, Hohe Wurzel, Hoher Meißner, Kassel (Habichtswald), Mainz-Kastel - Mecklenburg-Vorpommern: Garz (Rügen), Güstrow, Malchin, Neubrandenburg-Süd, Neustrelitz (geplant), Rostock (Toitenwinkel), Röbel, Schwerin (Zippendorf-Gr.Dreesch), Torgelow, Wismar/Rüggow, Züssow - Niedersachsen: Aurich-Popens, Braunschweig (Broitzem), Braunschweig (Drachenberg), Cuxhaven-Stadt, Dannenberg, Göttingen (Bovenden-Osterberg), Hannover (Telemax), Lingen, Lüneburg-Neu Wendhausen, Molbergen-Peheim, Osnabrück (Bramsche-Schleptruper Egge), Hildesheim (Sibbesse), Steinkimmen, Uelzen, Visselhövede, Wilhelmshaven - Nordrhein-Westfalen: Aachen (Karlshöhe), Bergneustadt-Wiedenest (R), Bielefeld (Hünenburg), Bonn (Venusberg), Dortmund (Florianturm), Düsseldorf (Rheinturm), Eggegebirge, Herscheid, Hochsauerland (Hunau), Hürtgenwald-Großhau, Köln (Colonius), Langenberg, Lügde-Rischenau (Köterberg), Meschede (geplant), Minden (Jakobsberg), Münster (Fernmeldeturm), Schöppingen, Siegen-Süd, Wesel - Rheinland-Pfalz: Bad Kreuznach (Schanzenkopf), Bad Marienberg (Westerwald), Bornberg, Daun (Eifel), Edenkoben (Kalmit), Heckenbach-Schöneberg (Ahrweiler), Haardtkopf (geplant), Idar-Oberstein, Kaiserslautern, Kettrichhof, Koblenz (Kühkopf), Schnee-Eifel (geplant), Trier (Petrisberg) - Saarland: Merzig-Merchingen, Saarbrücken (Schoksberg) - Sachsen: Chemnitz, Dresden, Geyer, Leipzig, Löbau, Neustadt, Freiberg (Niederschöna), Oschatz, Schöneck, Zwickau Ost - Sachsen-Anhalt: Brocken, Burg, Dequede, Petersberg, Pettstädt (Weißenfels), Schneidlingen, Wittenberg - Schleswig-Holstein: Bungsberg, Bredstedt, Flensburg, Garding, Heide, Helgoland, Hennstedt, Itzehoe, Kiel (Kronshagen), Lübeck (Stockelsdorf), Schleswig, Niebüll (Süderlügum), Westerland (Sylt) - Thüringen: Bleßberg (Sonneberg), Erfurt-Hochheim, Gera, Inselsberg, Jena (Oßmaritz), Kulpenberg, Lobenstein (Sieglitzberg), Saalfeld (Remda), Weimar (Ettersberg) |
| 7D Niederbayern (D__00383)  | DAB-Block des Bayerischen Rundfunks - Bayern 1 (Schwaben) (96 kbps) - Bayern 1 (Mainfranken) (96 kbps) - BR24live (64 kbps, Mono) - Radio Teddy (72 kbps) - egoFM (72 kbps) - Maximal Radio Niederbayern (72 kbps) - Galaxy (LA/DGF) (72 kbps) - Maximal Radio (SR) (72 kbps) - Unser Radio (72 kbps) - Galaxy (PA/DEG) (72 kbps) - Oldie-Welle Niederbayern (72 kbps) - Arabella Bayern (96 kbps) - Rock Antenne Bayern (72 kbps) - BR EPG (8 kbps)                                   | 4 (max. 10) | D                                         | V                                         | Brotjacklriegel, Deggendorf (Aletsberg), Dingolfing, Einödriegel, Kelheim, Landshut (Altdorf), Mainburg, Mallersdorf-Pfaffenberg, Oberfrauenwald, Passau (Kühberg), Pfarrkirchen, Rattenberg, Rotthalmünster, Viechtach (Weigelsberg) (geplant), Vilsbiburg |
| 11D BR Bayern (D__00165)    | DAB-Block des Bayerischen Rundfunks - Bayern 1 (Oberbayern) (96 kbps) - Bayern 1 (Niederbayern/Oberpfalz) (96 kbps) - Bayern 1 (Franken) (96 kbps) - Bayern 2 (96 kbps) - Bayern 3 (96 kbps) - BR-Klassik (144 kbps) - BR24 (72 kbps, Mono) - BR Schlager (96 kbps) - Puls (96 kbps) - BR Heimat (128 kbps) - BR Verkehr (16 kbps, Mono) - Antenne Bayern (80 kbps) - BR EPG (8 kbps Daten) - ARD TPEG (24 kbps)                                                                       | 4           | D                                         | V                                         | - Unterfranken: Alzenau (Hahnenkamm), Burgsinn (Main-Spessart), Dettelbach, Ebern, Frammersbach (Sauerberg) (geplant), Gemünden, Hammelburg, Kreuzberg (Rhön), Miltenberg-Wenschdorf, Neustadt am Main, Obernburg am Main, Ostheim (Heidelberg), Pfaffenberg (Aschaffenburg), Schweinfurt (Schonungen), Volkach, Wertheim, Würzburg (Frankenwarte), Zeil am Main - Oberfranken: Bad Steben, Bamberg (Geisberg), Burgwindheim (geplant), Coburg (Eckardtsberg), Hof (Labyrinthberg), Kronach, Kulmbach, Ludwigsstadt (Ebersdorf), Ochsenkopf (Fichtelgebirge), Pegnitz - Mittelfranken: Ansbach (geplant), Büttelberg, Hesselberg, Hersbruck, Nürnberg (Fernmeldeturm), Rothenburg ob der Tauber, Treuchtlingen, Weißenburg - Oberpfalz: Altenstadt, Amberg (Hirschau), Amberg-Süd, Dillberg (Neumarkt), Fuchsmühl, Geigant, Hoher Bogen (Furth im Wald), Hohe Linie (Regensburg), Kallmünz (geplant), Pfreimd, Schönsee (Drechselberg), Weigendorf - Niederbayern: Brotjacklriegel, Deggendorf (Aletsberg), Dingolfing, Einödriegel, Kelheim, Landshut (Altdorf), Mainburg, Mallersdorf-Pfaffenberg, Oberfrauenwald, Passau (Kühberg), Pfarrkirchen, Rattenberg, Rotthalmünster, Viechtach (Weigelsberg) (geplant), Vilsbiburg - Schwaben: Augsburg (Hotelturm), Augsburg (Welden), Balderschwang (Oberberg) (R), Grünten, Hühnerberg (Harburg), Kaufbeuren (geplant), Markt Wald, Memmingen, Pfänder (Vorarlberg), Pfronten (Breitenberg), Ulm (Kuhberg) - Oberbayern: Bad Tölz (Gaißach), Berchtesgaden (Jenner) (R), Eichstätt, Fürstenfeldbruck (Schöngeising), Gelbelsee, Herzogstand (Fahrenbergkopf), Hochberg (Traunstein), Hohenpeißenberg, Inntal (Ebbs), Isen, München-Freimann, München-Ismaning, München (Olympiaturm), Neuötting, Oberammergau (Laber), Pfaffenhofen (Wolfsberg), Pfaffenhofen (BR), Reit im Winkl, Untersberg (Salzburg), Tegernseer Tal (Wallberg), Wasserburg am Inn (Koblberg), Wendelstein (Bayrischzell) |

### Digitales Fernsehen (DVB-T2)
DVB-T2 HD wird im Gleichwellenbetrieb auf folgenden Frequenzen gesendet: Freenet TV wird vom Sender Wendelstein ausgestrahlt.
| Kanal | Frequenz (in MHz) | Multiplex   | Programme im Multiplex | ERP (in kW) | Antennen- diagramm rund (ND)/ gerichtet (D) | Polari- sation horizontal (H)/ vertikal (V) | Modulations- verfahren | FEC | Guard- intervall | Bitrate (in MBit/s) | SFN                                                       |
| ----- | ----------------- | ----------- | --- | ----------- | ------------------------------------------- | ------------------------------------------- | ---------------------- | --- | ---------------- | ------------------- | --------------------------------------------------------- |
| 28    | 530               | ARD-Bouquet | - Das Erste HD - arte HD - one HD - Phoenix HD - tagesschau24 HD - NDR FS NDS HD                                              | 100         | ND                                          | V                                           | 64-QAM                 | 3/5 | 19/128           | 21,56               | Brotjacklriegel, Passau (Kühberg), Pfarrkirchen, Landshut |
| 40    | 626               | BR-Bouquet  | - BR Fernsehen Süd HD - ARD-alpha HD - hr-fernsehen HD - MDR Thüringen HD - rbb Berlin HD/BR Fernsehen Nord HD 1) - SWR BW HD | 50          | ND                                          | V                                           | 64-QAM                 | 3/5 | 19/128           | 21,56               | Brotjacklriegel, Passau (Kühberg), Pfarrkirchen, Landshut |
| 46    | 674               | ZDF-Bouquet | - ZDF HD - ZDFinfo HD - ZDFneo HD - 3sat HD - KiKA HD HbbTV - Freenet TV connect                                              | 100         | ND                                          | V                                           | 64-QAM                 | 3/5 | 19/128           | 22                  | Brotjacklriegel, Passau (Kühberg), Pfarrkirchen, Landshut |

  1)rbb Berlin außerhalb der Regionalzeiten des BR Fernsehens

## Ehemalige Frequenzen
Die DVB-T-Ausstrahlung wurde bis 13. März 2019 im Gleichwellenbetrieb mit anderen Sendern ausgestrahlt.
| Kanal | Frequenz (in MHz) | Multiplex                   | Programme im Multiplex                                                                                      | ERP (in kW) | Antennen- diagramm rund (ND), gerichtet (D) | Polarisation horizontal (H), vertikal (V) | Modulations- verfahren | FEC | Guard- intervall | Bitrate (in MBit/s) | SFN                                                          |
| ----- | ----------------- | --------------------------- | --- | ----------- | ------------------------------------------- | ----------------------------------------- | ---------------------- | --- | ---------------- | ------------------- | ------------------------------------------------------------ |
| 40    | 626               | ARD Digital (BR)            | - Das Erste (BR) - ARTE - Phoenix - One                                                                     | 100         | ND                                          | V                                         | 16-QAM                 | 2/3 | 1/4              | 13,27               | Brotjacklriegel, Landshut, Passau, Pfarrkirchen              |
| 27    | 522               | ARD regional (BR) Südbayern | - Bayerisches Fernsehen (Schwaben/Altbayern) - ARD-alpha - SWR Fernsehen (Baden-Württemberg) - tagesschau24 | 100         | ND                                          | V                                         | 16-QAM                 | 2/3 | 1/4              | 13,27               | Brotjacklriegel, Landshut, Passau, Pfarrkirchen              |
| 33    | 570               | ZDFmobil                    | - ZDF - 3sat - KiKA (6–21 Uhr), ZDFneo (21–6 Uhr) - ZDFinfo                                                 | 50          | ND                                          | V                                         | 16-QAM                 | 2/3 | 1/4              | 13,27               | Brotjacklriegel, Hoher Bogen, Landshut, Passau, Pfarrkirchen |

### Fernsehen
Bis zur Umstellung auf DVB-T am 6. Dezember 2006 wurden vom Sender Brotjacklriegel folgende Programme in analogem PAL gesendet: Siehe auch Fernmeldeturm Haidel.
| Kanal | Frequenz (MHz) | Programm                                   | ERP (kW) | Sendediagramm rund (ND)/ gerichtet (D) | Polarisation horizontal (H)/ vertikal (V) |
| ----- | -------------- | ------------------------------------------ | -------- | -------------------------------------- | ----------------------------------------- |
| 7     | 189,25         | Das Erste (BR)                             | 100      | D                                      | H                                         |
| 48    | 687,25         | ZDF                                        | 1        | D                                      | V                                         |
| 56    | 751,25         | Bayerisches Fernsehen (Schwaben/Altbayern) | 1        | D                                      | V                                         |